# Милан С. Георгијевић
Милан С. Георгијевић (Сремски Карловци, 25. април 1880 — Сарајево, 9. фебруар 1925) био је српски књижевни историчар, критичар, професор и преводилац.

## Биографија

### Образовање
Отац Стефан, трговац, мајка Милева. Основну школу и гимназију похађао је у родном месту. Потом је студирао славистику са класичном филологијом на Бечком универзитету код професора Ватрослава Јагића и Милана Решетара. Докторирао је 1903. године на Филолошком факултету у Бечу.
У Вршачкој дијецези изабран је за световног посланика Народно-црквеног сабора за Перлески срез (1902).
Од 1904. године имао је чин краљевског угарског домобранског поручника у резерви.

### Професор
У Карловачкој гимназији предавао је од 1904. до 1913, када је прешао у Сарајевску гимназију. По оснивању Српске више трговачке школе у Екс-ан-Провансу (Француска) школске 1916/17. постао је професор географије, а 1919. предавач на Римокатоличком богословском факултету у Загребу.

### Књижевни историчар и критичар
Бавио се проучавањем биографија српских средњовековних писаца. Студију Деспот Стефан Лазаревић и књижевност његова времена публиковао је у Извештају Карловачке гимназије за школску 1906/7 (1907). Говорио је немачки, француски и руски језик. Критике, чланке, приказе и белешке, једну приповетку и преводе са руског објављивао је у Бранковом колу, Ђачком пријатељу, Српском књижевном гласнику и Босанској вили. У расправи О пјеснику учитељу и пјеснику ученику указао је на утицај Симе Милутиновића на Његошево стваралаштво. Својим делом дао је значајан допринос бољем познавању старе српске књижевности.
Сахрањен је на Чератском гробљу у Сремским Карловцима.